# NGC 2225
NGC 2225 est un amas ouvert, situé dans la constellation de la Licorne. Il a été découvert par l'astronome germano-britannique William Herschel en 1786.
NGC 2225 est à environ 3 200 pc (∼10 400 al) du système solaire et les dernières estimations donnent un âge de 1,26 milliard d'années. La taille apparente de l'amas est de 40minutes d'arc, ce qui, compte tenu de la distance, donne une taille réelle maximale d'environ 12 000 années-lumière.